# Czampa

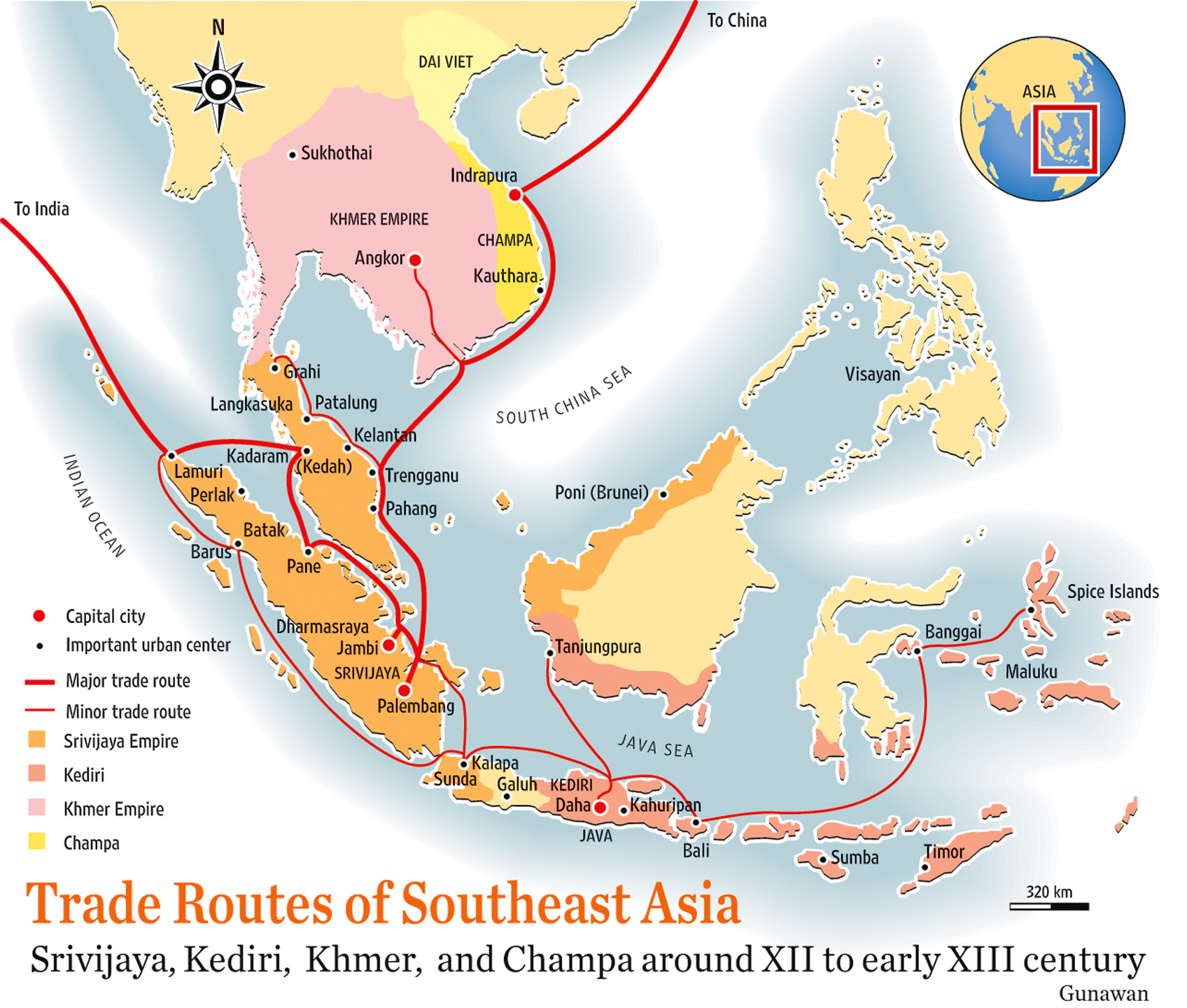
Szlaki komunikacyjne w południowo-wschodniej Azji w XII wieku (Czampa, Angkor, Śriwidżaja, Kedir).

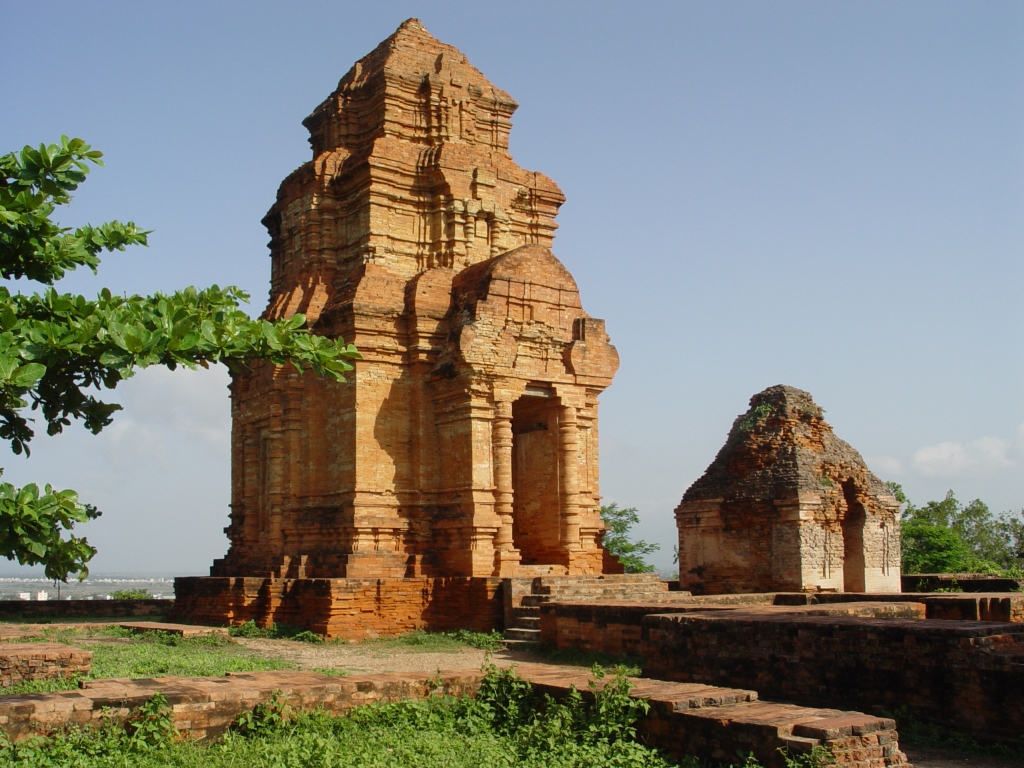
Cham Thap w pobliżu Mũi Né

Czampa, wiet. Chăm Pa – ogólna nazwa państwa lub raczej powiązanych ze sobą państw ludu Czamów, istniejących na obszarze dzisiejszego środkowego i południowego Wietnamu, od przełęczy Ngang (zwanej również Bramą Annamu) po skraj delty Mekongu, między II a XVII w. n.e.
Czampa rozciągała się wzdłuż wybrzeża dzisiejszego środkowego i południowego Wietnamu na długości niemal 1000 km od gór Hoành Sơn na północy do Phan Thiết na południu. Jej struktura polityczna była w dużej mierze zdeterminowana przez uwarunkowania geograficzne: składała się z niedużych enklaw na wąskim pasie między Górami Annamskimi a morzem, oddzielonych od siebie pasmami gór dochodzących do oceanu. Góry stanowiły barierę od strony lądu, morze zaś zapewniało łatwą komunikację wzdłuż wybrzeża. W efekcie osadnictwo i centra władzy politycznej miały charakter "wyspiarski", i rozwijały się równolegle, kooperując i konkurując ze sobą równocześnie. Czampa jako państwo, nie była jednolitą strukturą, lecz federacją mniejszych królestw łączących się w razie potrzeby w tzw. Mandalę – Krąg Królów, formę organizacyjną często spotykaną w historii Azji. Z tego względu dotychczasowa historia Czampy wymaga weryfikacji, a lista dynastii wymieniona poniżej w sekcji "Władcy Czampy", utworzona głównie w oparciu o klasyczną pracę Georges'a Maspero Le Royaume de Champa, powinna być traktowana z dużą rezerwą.
Geograficznie Czampę dzieli się na pięć odrębnych regionów: Indrapura, Amarawati, Widżaja, Kauthara, Panduranga. Państwo Czamów toczyło ustawiczne walki z sąsiadami: imperium Khmerów na zachodzie i państwem Wietnamczyków Đại Việt na północy. W 1177 roku Dżaja Indrawarman IV podczas morskiej wyprawy złupił stolicę Khmerów Angkor. W odwecie Khmerowie czasowo okupowali Czampę. Za najwybitniejszego władcę Czampy uważa się Che Bong Nga (1360–1390, który w 1371 r. doszedł z wojskiem aż pod Hanoi. W 1472 r. Wietnamczycy zdobyli stolicę Czampy – Widżaja i anektowali kraj. Czamowie utrzymali swą niezależność tylko w Pandurandze (okolica dzisiejszego Phan Rang), zaś całkowicie stracili niezależność w 1697 r. W tym czasie część ludności przeszła na islam. Odrębność administracyjna Czampy w ramach Wietnamu utrzymała się jeszcze do 1832 r. Czampa pozostawała pod silnym wpływem kultury indyjskiej, a główną religią był hinduizm.

## Władcy Czampy
I Dynastia
- 192- ? Sri Mara
- ok. 270 Fan Xiong
- ok. 284-336 Fan Yi

II Dynastia
- 336-349 Fan Wen
- 349- ? Fan Fo
- ok. 377 Bhadravarman I
- ? Gangaraja
- ? Manorathavarman
- ok. 420 Wen Ti

III Dynastia
- ok. 420-Fan
- ok. 510 Devavarman
- ok. 526/9 Vijayavarman

IV Dynastia
- ok. 529 ? Rudravarman I
- ok. 605 Sambuvarman
- ok. 629 ? Kanharpadharma
- ? -645 Bhasadharma
- 645- ? Bhadresvaravarman
- 653- ? Vikrantavarman I
- ok. 685-ok. 730 Vikrantavarman II
- ok. 749/58 Rudravarman II

Dynastia z Panduranga
- ok. 757 : Prithivîndravarman
- ok. 774 : Satyavarman
- ok. 793 : Indravarman
- ok. 801 : Harivarman
- ok. 820-860 : Vikrantavarman III

Dynastia z Bhrigu
- ok. 877 : Indravarman II
- ok. 896-905 : Jayasimhavarman
- 905-910 : Bhadravarman II
- 911-po 971 : Indravarman III
- 989- ? : Vijaya Shrî Harivarman II
- ok. 989 : Yanpuku Vijaya Shrî

Dynastia Południowa
- 1041-1059 : Jayasimhavarman II
- 1059-1060? : Bhadravarman III
- ok. 1060 : Rudravarman
- ok. 1081 : Jaya Indravarman IV
- ? -1086 : Paramabodhisattva
- 1086-1139 : Jaya Indravarman V
- 1139-1147 : Jaya Indravarman VI
- 1147-1163 : Jaya Harivarman VI
- 1163- ? : Jaya Indravarman VII
- ? – 1190 : Jaya Indravarman VIII
- 1226- ? : Jaya Parameshvaravarman IV
- ? – 1237 : Jaya Indravarman X
- 1266- ? : Indravarman IX
- ? – 1307 : Jayasimhavarman IV
- 1307- ? : Mahendravarman
- 1342-1360 : Bo-dê
- 1360-1390 : Che Bong Nga
- 1441-1446 : Bichai
- 1627 – 1651 Po Rome
- 1660 – 1692 Po Sot

Dynastia z Po Saktiraidaputih
- 1695 – 1728 Po Saktiraidaputih
- 1728 – 1730 Po Ganvuhdaputih
- 1731 – 1732 Po Thuttirai
- 1732 – 1735 wakat
- 1735 – 1763 Po Rattirai
- 1763 – 1765 Po Tathundamohrai
- 1765 – 1780 Po Tithuntiraidapaguh
- 1780 – 1781 Po Tithuntiraidaparang
- 1781 – 1783 wakat
- 1783 – 1786 Chei Krei Brei
- 1786 – 1793 Po Tithundaparang
- 1793 – 1799 Po Lathundapaguh
- 1799 – 1822 Po Chong Chan